# Colonia (film)
Colonia (alternatywny tytuł polski: Osada Godność) – film dramatyczny z 2015 roku. Zdjęcia zrealizowano w Buenos Aires, Luksemburgu, Monachium, Berlinie i Chile.

## Opis
Młoda i piękna dziewczyna, Lena, postanawia odzyskać Daniela, chłopaka w którym jest zakochana. Został on porwany podczas pobytu w Chile.

## Obsada
- Emma Watson jako Lena
- Daniel Brühl jako Daniel
- Mikael Nyqvist jako Paul Schäfer
- Vicky Krieps jako Ursel
- Martin Wuttke jako Niels
- Richenda Carey jako Gisela
- August Zirner jako ambasador
- Jeanne Werner jako Dorothea
- Julian Ovenden jako Roman
- Nicolás Barsoff jako Jorge
- César Bordón jako Manuel Contreras
- Stefan Merki jako Rudi
- Steve Karier jako Bernd
- Lucila Gandolfo jako doktor
- Katharina Müller-Elmau jako panna Herrmann
- Paul Herwig jako Herbert Klotz
- Johannes Allmayer jako Dieter
- Gilles Soeder jako Kurt[3]